# Archer City
Archer City is een plaats (city) in de Amerikaanse staat Texas, en valt bestuurlijk gezien onder Archer County.

## Demografie
Bij de volkstelling in 2000 werd het aantal inwoners vastgesteld op 1848.
In 2006 is het aantal inwoners door het United States Census Bureau geschat op 1878,.